# .gy
.gy je internetová národní doména nejvyššího řádu pro Guyanu. Spravuje ji University of Guyana.